# 薁鞬左賢王
薁鞬左賢王（？—50年），為北匈奴蒲奴單于之弟，擔任薁鞬左賢王。

## 生平
建武二十五年（公元49年）春，為南匈奴單于弟左賢王莫所虜獲。
明年（公元50年）夏，南匈奴所虜獲的北匈奴部落南部五骨都侯與薁鞬左賢王共三萬餘人皆叛，去北方三百餘里，五骨都侯共立薁鞬左賢王為單于。立月餘，為南匈奴所攻擊，五骨都侯皆死，左賢王遂自殺。